# Реджелло
Реджелло (італ. Reggello) — муніципалітет в Італії, у регіоні Тоскана,  метрополійне місто Флоренція.
Реджелло розташоване на відстані близько 220 км на північ від Рима, 26 км на південний схід від Флоренції.
Населення — 16 264 особи (2014).
Щорічний фестиваль відбувається 25 липня. Покровитель — San Jacopo.

## Демографія
Населення за роками:

Станом на 1 січня 2023 року в муніципалітеті офіційно проживало 1139 іноземців з 84 країн, серед них 387 громадян країн Євросоюзу та 19 громадян України.

## Сусідні муніципалітети
- Кастель-Сан-Нікколо
- Кастельфранко-П'яндіско
- Фільїне-е-Інчиза-Вальдарно
- Монтеміньяіо
- Пелаго
- Риньяно-сулл'Арно